# Cal Mallorca
Cal Mallorca és una obra de Sudanell (Segrià) inclosa a l'Inventari del Patrimoni Arquitectònic de Catalunya.

## Descripció
Habitatge entre mitgeres de planta baixa i dos pisos de composició típica amb balconera volada de pedra al primer pis i de voltes ceràmiques al segon. Presenta baranes de ferro amb alguna floritura i façana de carreus de pedra picada. L'acabat és de teulada amb teules àrabs. Arrebossat a partir de la primera planta on per dins és en terra.